# A. Paul Alivisatos

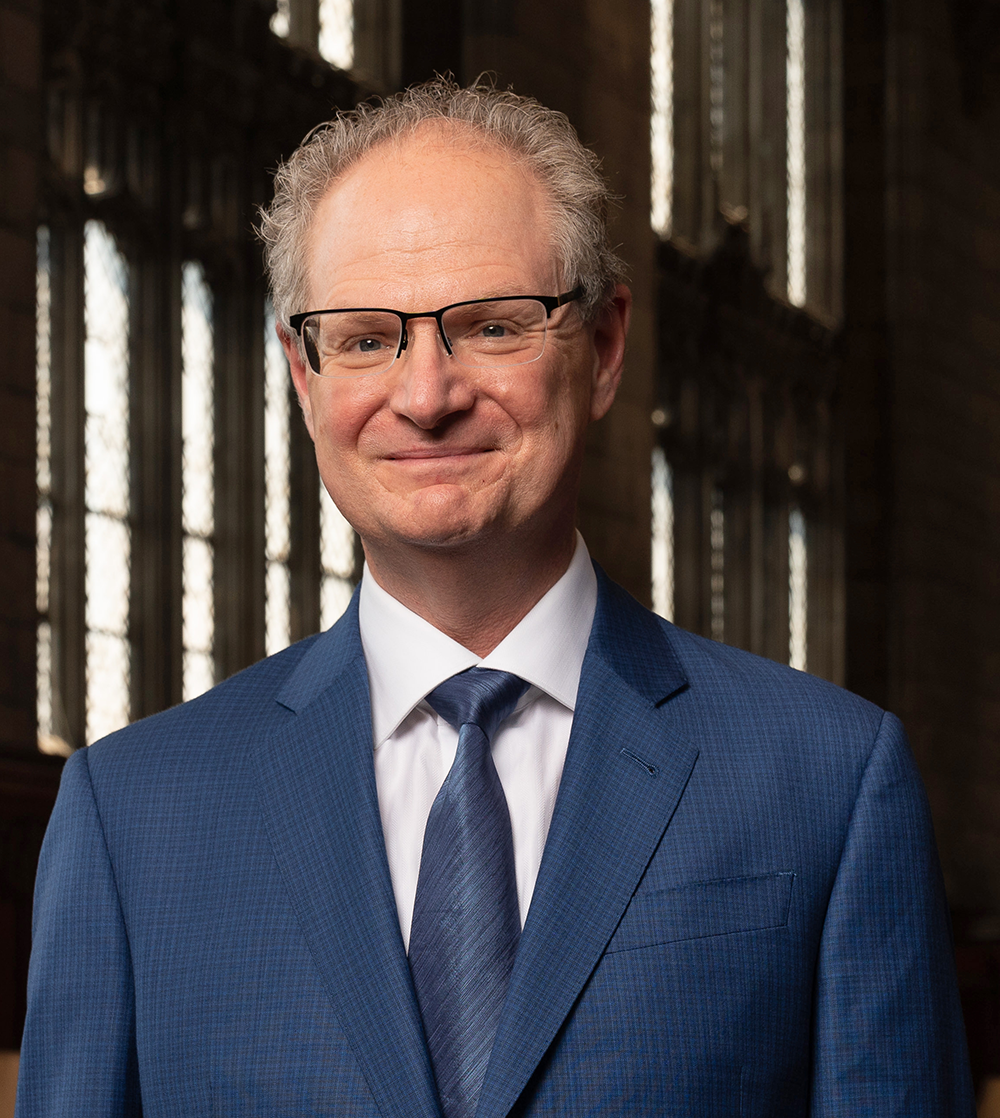
Paul Alivisatos 2021

Armand Paul Alivisatos (* 12. November 1959 in Chicago) ist ein US-amerikanischer Chemiker an der University of Chicago, deren Präsident er ist.

## Leben
Bis zu seinem zehnten Lebensjahr lebte Alivisatos in Chicago, bis seine Familie nach Athen übersiedelte, wo er auch seinen Schulabschluss machte. Zum Studium zog Alivisatos wieder in die Vereinigten Staaten. Er erwarb 1981 einen Bachelor in Chemie an der University of Chicago und 1986 bei Charles Harris an der University of California, Berkeley, einen Ph.D. in physikalischer Chemie. Als Postdoktorand arbeitete er bei Louis Brus in den AT&T Bell Laboratories. 1988 erhielt er eine Professur an der University of California, Berkeley, wo er  Professor für Chemie und Materialwissenschaften und Professor für Nanotechnologie war. Er gehörte zum führenden technischen Personal des Lawrence Berkeley National Laboratory. Seit September 2021 ist er an der University of Chicago, deren 14. Präsident er ist.
Thomson Reuters zählt Alivisatos mit 93 Originalarbeiten, die über 14.000 mal zitiert wurden, an Nummer 5 seiner Liste der „Top-Chemiker 2000–2010“. Seit 2013 zählt ihn Thomson Reuters aufgrund der Zahl seiner Zitationen zu den Favoriten auf einen Nobelpreis (Thomson Reuters Citation Laureates, jetzt Clarivate Citation Laureates). Alivisatos hat laut Google Scholar einen h-Index von 192, laut Datenbank Scopus einen von 171 (jeweils Stand Januar 2025).

## Wirken
Alivisatos gilt als Pionier auf dem Gebiet der physikalischen Chemie von halbleitenden Nanokristallen. Er befasst sich mit den strukturellen, thermodynamischen, optischen und elektrischen Eigenschaften kolloidaler anorganischer Nanokristalle. Er konnte Synthese-Prozeduren zur Größenkontrolle entwickeln und erste Anwendungen dieser neuen Materialien etablieren. Seine Entdeckung der Quantum Dots führte zur Herstellung von hochauflösenden Bildschirmen, die heute weltweit erhältlich sind.

## Auszeichnungen (Auswahl)
- 1991 Sloan Research Fellow
- 1996 Fellow der American Physical Society[7]
- 1999 Mitglied der American Association for the Advancement of Science[8]
- 2004 Mitglied der National Academy of Sciences
- 2004 Mitglied der American Academy of Arts and Sciences[9]
- 2005 ACS Award in Colloid and Surface Chemistry[10]
- 2006 Ernest-Orlando-Lawrence-Preis[11]
- 2011 Von Hippel Award
- 2012 Wolf-Preis in Chemie[12]
- 2014 ACS Award in the Chemistry of Materials[13]
- 2015 Mitglied der American Philosophical Society
- 2016 National Medal of Science
- 2016 Dan-David-Preis
- 2017 NAS Award in Chemical Sciences
- 2018 Wilhelm-Exner-Medaille
- 2019 Glenn T. Seaborg Medal
- 2019 F. A. Cotton Medal
- 2019 Welch Award in Chemistry
- 2020 BBVA Foundation Frontiers of Knowledge Award
- 2021 Priestley-Medaille
- 2024 Kavli-Preis
- 2024 Enrico-Fermi-Preis